# Fantasio (Zauberkünstler)
Fantasio, eigentlich Ricardo Roucau, (* 3. Oktober 1936 in Buenos Aires, Argentinien; † 30. Oktober 2017) war ein argentinischer Zauberkünstler, Zauberhändler und Erfinder von Zauber-Requisiten.

## Leben & Wirken
Nachdem er in jungen Jahren einen Auftritt des Zauberkünstlers Fu Manchu in Argentinien gesehen hatte, begann sich Roucau für Zauberkunst zu interessieren. Als er später eine Karriere als Zauberkünstler anstrebte, trat er zunächst unter seinem Vornamen Ricardo und später mit seiner Frau unter dem Künstlernamen Larry and Daisy auf. 1961 gab ihm John Scarne den Hinweis, dass er mit diesem Namen niemals eine Karriere als Zauberkünstler in den USA machen könne, worauf sich Roucau den Künstlernamen Fantasio gab, ein Wort, das er auf einer Spielkarten-Schachtel gelesen hatte.
Bekannt wurde er vor allem mit seinen Tricks mit Spazierstöcken und Kerzen, die er erscheinen und verschwinden ließ, ineinander verwandelte und deren Farben er änderte. Er wurde zu einem produktiven Erfinder und die von ihm entwickelten Requisiten wurden weltweit vielfach verkauft.
Er trat unter anderem im Desert Inn in Las Vegas und in der New Yorker Radio City Music Hall auf. Im Fernsehen trat er unter anderem in The Hollywood Palace und The Ed Sullivan Show auf.
Im Jahr 1979 gewann er gemeinsam mit seiner Frau beim FISM-Weltkongress in Brüssel den zweiten Platz in der Sparte General Magic. Beim FISM-Weltkongress 1994 in Yokohama gewann er wiederum den zweiten Platz, diesmal in der Sparte Comedy Magic.

## Veröffentlichungen
- 1970: Magic with Canes and Candles
- 1990: My Canes and Candles